# Crunchyroll Anime Awards 2024
Die achten Crunchyroll Anime Awards (kurz The Anime Awards) wurden am 2. März 2024 im Hotel Shin Takanawa in der japanischen Hauptstadt Tokio verliehen.
Die Moderation übernahmen Sally Amaki und Jon Kabira, die bereits im Vorjahr durch die Veranstaltung führten. Bei der Veranstaltung wurden die besten Animeserien und -filme sowie die besten Leistungen im Bereich Synchronisation und Produktion von Anime des vergangenen Jahres gewürdigt.

## Hintergrund
Die Crunchyroll Anime Awards wurden erstmals 2017 vergeben, wobei die Gewinner in einem reinen Onlinevoting bestimmt und lediglich online bekannt gegeben wurden. Im Laufe der Jahre hat sich der Vergabeprozess des Preise geändert: So fließen inzwischen auch die Meinungen einer zuvor ausgewählten Fachjury in die Bestimmung der Gewinner in jeder Kategorie ein.
Die Kategorien, in denen ein Preis vergeben wird, wechselten bereits mehrfach. Diese werden von der Fachjury evaluiert. Vergangene Kategorien, die keine Neuvergabe erhalten, erhielten zum Beispiel zum Beispiel wenig Zuspruch bei den Abstimmungen oder waren nicht konkret genug formuliert.

## Auswahl der Kategorien und Nominierungen
Die Kategorien werden vorab von einer ausgewählten Fachjury ermittelt und zu einem späteren Zeitpunkt bekannt gegeben. Die nominierten Titel werden von dieser Jury in einer zweiten Phase zunächst auf zwölf Titel eingegrenzt und nach einer erneuten Sichtung schließlich bestimmt.
Um für eine Nominierung berechtigt zu sein, muss ein Titel mehrere Kriterien erfüllen. Diese lauten: Es muss sich um eine Animationsserie handeln,
- deren Produktion überwiegend in Japan erfolgte,
- die im japanischen Fernsehen, im Videostream oder im Simulcast gezeigt wurde,
- und mindestens eine Episode auf legaler Ebene in den Vereinigten Staaten gesendet wurde.

Bei der Erstverleihung des Preises im Jahr 2017 waren lediglich Serien für eine Nominierung zugelassen, die auf der eigenen Plattform Crunchyroll gezeigt wurden. Dieses Kriterium wurde bei der zweiten Vergabe der Preise fallengelassen, sodass auch Serien von anderen Streamingplattformen für eine Nominierung infrage kommen. Serien, die in der Herbst-Saison des Jahres 2022 gezeigt wurden, waren bei der Preisverleihung im Jahr 2023 nicht nominierungsberechtigt, konnten aber 2024 nominiert werden. Dementsprechend sind Serien, die im Herbst 2023 starteten, erst bei der Verleihung der Anime Awards im Jahr 2025 für eine Nominierung zugelassen.

## Verlauf
Die Verleihung der achten Crunchyroll Anime Awards wurde am 20. Juni 2023 für den 2. März des Jahres 2024 angekündigt. Zum zweiten Mal in Folge fand die Preisverleihung in der japanischen Hauptstadt Tokio statt, dieses Mal im Hotel Shin Takanawa. Sally Amaki und Jon Kabira, die bereits die siebte Veranstaltung moderierten, führten abermals als Moderatoren durch die Veranstaltung.
Am 5. Dezember 2023 wurden die Namen der Jurymitglieder sowie die Kategorien, in denen im Jahr 2024 eine Auszeichnung vergeben wurde, bekannt gegeben. Bei der Verleihung im März 2024 wurden erstmals Auszeichnungen für den Besten Art Director, die Beste Kamera sowie die Beste Slice-of-Life-Serie vergeben. Die Nominierungen wurden am 17. Januar 2024 angekündigt. Gleichzeitig wurde angekündigt, dass unter anderem die mehrfache Grammypreisträgerin Megan Thee Stallion, das Fashionmodel und Drag-Entertainer Aquaria und die japanische Singer-Songwriterin LiSA zu den Laudatoren der Verleihung gehören. Mitte Februar 2024 wurden mit Hiroyuki Sawano, Kohta Yamamoto, Shing02, OMA, Spin Master A-1 und Yoasobi das musikalische Programm vorgestellt. Außerdem wurde publik, dass mehr als 34 Millionen gültige Stimmen gezählt und ausgewertet wurden.

## Live-Performances
| Künstler                            | Lieder                        | Quellen     |
| ----------------------------------- | ----------------------------- | ----------- |
| Hiroyuki Sawano & Kohta Yamamoto    | Crunchyroll Awards Title Song | [ 7 ] [ 8 ] |
| Shing02 mit OMA und Spin Master A-1 | battlecry Live                | [ 7 ]       |
| Yoasobi                             | Idol                          | [ 7 ] [ 9 ] |

## Die Jury
Die Jury für die Preisverleihung 2024 umfasst insgesamt um die 100 Personen aus aller Welt, die zum größten Teil mit der Anime-Industrie verbunden sind, darunter Journalisten, Kritiker und Comicautoren.
Die Jury umfasst dabei unter anderem folgende Mitglieder:[bessere Quelle benötigt]
- Pascal Walther (Autor bei PattoTV)
- Hannes Rossow (Chefredakteur von GamePro)
- Sven Raabe (Autor bei Play5, GamePro und PlayCentral)
- Anne Delseit (Redakteurin bei AnimaniA)
- Timpingbert (Deutscher Blogger)
- Tristan Gallant (Kanadischer Youtuber unter dem Pseudonym Glass Reflection)
- Thomas Repenning (Chefredakteur von Moviebreak.de)
- Lynzee Loveridge (Executive Editor bei Anime News Network)
- Marcel Kober (Blogger unter dem Pseudonym citybloop, Redakteur bei Deadline, AnimeCorner und Koneko)
- RocketsSnorlax (Teammitglied des Datenbank-Projekts AniSearch)
- Matthias Holm (Redakteur bei TV Movie)
- Viet (Moderator bei Rocket Beans TV)
- Jan Felix Wuttig (Redakteur bei Moviepilot.de)

## Kategorien
Folgende Kategorien werden 2024 vergeben:
| - Anime des Jahres - Animefilm des Jahres - Animation des Jahres - Beste weiterlaufende Animeserie - Beste neue Serie - Bester Original-Anime - Bester Animesong - Bester Vorspann - Bester Abspann - Bester Soundtrack - Beste Regie - Beste Kamera - Beste Art Direction - Bestes Charakterdesign | - Bester Hauptcharakter - Bester Nebencharakter - Beste Action - Bester Drama - Bester Slice-of-Life - Beste Comedy - Beste Fantasy - Beste Romance - Muss um jeden Preis beschützt werden - Bester Synchronsprecher - Japanisch - Deutsch - Englisch - Arabisch - Italienisch - Spanisch - Französisch - Portugiesisch - Kastilisch |

## Nominierte
Die Nominierungen in den einzelnen Kategorien werden durch eine Jury bestimmt. Am Ende des Jury-Entscheids stehen in jeder Kategorie sechs Nominierungen. In einer zweiten Abstimmungsphase, in welcher sowohl Jury als auch die Öffentlichkeit stimmberechtigt ist, werden schließlich die Gewinner ermittelt. Die Nominierten wurden schließlich am 17. Januar 2024 bekannt gegeben. Am 13. Februar 2024 gab Crunchyroll in einer Pressemitteilung mit, dass mehr als 34 Millionen gültige Stimmen gezählt wurden.

### Allgemeine Kategorien
| Anime des Jahres: | Animefilm des Jahres: |
| --- | --- |
| - Gewinner - Jujutsu Kaisen S2 - Nominiert - Bocchi the Rock! - Chainsaw Man - Demon Slayer: Swordsmith Village Arc - Jujutsu Kaisen S2 - Oshi no Ko - Vinland Saga S2 | - Gewinner - Suzume - Nominiert - Black Clover: Sword of the Wizard King - Blue Giant - Kaguya-sama: Love is War – The First Kiss That Never Ends - Psycho-Pass: Providence - Suzume - The First Slam Dunk |
| Beste Animation: | Bester Original-Anime: |
| - Gewinner - Demon Slayer: Swordsmith Village Arc - Nominiert - Attack on Titan: The Final Season The Final Chapters Special 1 - Chainsaw Man - Demon Slayer: Swordsmith Village Arc - Jujutsu Kaisen S2 - Mob Psycho 100 III - Trigun Stampede | - Gewinner - Buddy Daddies - Nominiert - Akiba Maid War - Birdie Wing -Golf Girls’ Story- S2 - Buddy Daddies - Do It Yourself!! - Mobile Suit Gundam: The Witch from Mercury - The Marginal Service |
| Beste weiterlaufende Animeserie: | Bester neue Serie: |
| - Gewinner - One Piece - Nominiert - Attack on Titan: The Final Season The Final Chapters Special 1 - Demon Slayer: Swordsmith Village Arc - Jujutsu Kaisen S2 - One Piece - Spy × Family S1 Part 2 - Vinland Saga S2 | - Gewinner - Chainsaw Man - Nominiert - Bocchi the Rock! - Chainsaw Man - Heavenly Delusion - Hell’s Paradise - Oshi no Ko - Zom 100 |
| Bester Vorspann: | Bester Abspann: |
| - Gewinner - Tatsuya Kitani – Ao no Sumika (Jujutsu Kaisen S2) - Nominiert - BisH – Innocent Arrogance (Heavenly Delusion) - Kana-Boon – Song of the Dead (Zom 100) - Kenshi Yonezu – Kick Back (Chainsaw Man) - Sheena Ringo & Millennium Parade – Work (Hell’s Paradise) - Tatsuya Kitani – Ao no Sumika (Jujutsu Kaisen S2) - Yoasobi – Idol (Oshi no Ko) | - Gewinner - Soshi Sakiyama – Akari (Jujutsu Kaisen S2) - Nominiert - Maximum the Hormone – Hawatari Nioku Centi (Chainsaw Man) - milet × Man with a Mission – Koi Kogare (Demon Slayer: Swordsmith Village Arc) - Shiyui – Happiness of the Dead (Zom 100) - Soshi Sakiyama – Akari (Jujutsu Kaisen S2) - Queen Bee – Mephisto (Oshi no Ko) - Yama – Color (Spy × Family S1 Part 2)                                      |
| Bester Animesong: | Bester Soundtrack: |
| - Gewinner - Yoasobi – Idol (Oshi no Ko) - Nominiert - Kenshi Yonezu – Kick Back (Chainsaw Man) - Kessoku Band – Seishun Complex (Bocchi the Rock!) - Radwimps feat. Toaka – Suzume (Suzume) - Sheena Ringo & Millennium Parade – Work (Hell’s Paradise) - Tatsuya Kitani – Ao no Sumika (Jujutsu Kaisen S2) - Yoasobi – Idol (Oshi no Ko)                   | - Gewinner - Hiroyuki Sawano & Kohta Yamamoto – Attack On Titan Final Season The Final Chapters Special 1 - Nominiert - Hiroyuki Sawano & Kohta Yamamoto – Attack On Titan Final Season The Final Chapters Special 1 - Tomoki Kikuya – Bocchi the Rock! - Kensuke Ushio – Chainsaw Man - Yuki Kajiura & Go Shiina – Demon Slayer: Swordsmith Village Arc - Takuro Iga – Oshi no Ko - Radwimps & Kazuma Jinnouchi – Suzume |

### Produktionsbezogene Kategorien
| Beste Regie: | Beste Kamera: |
| --- | --- |
| - Gewinner - Shota Goshozono (Jujutsu Kaisen S2) - Nominiert - Yuichiro Hayashi (Attack On Titan Final Season The Final Chapters Special 1) - Keiichiro Saito (Bocchi the Rock!) - Ryu Nakajama (Chainsaw Man) - Hirotaka Mori (Heavenly Delusion) - Shota Goshozono (Jujutsu Kaisen S2) - Daisuke Hiramaki (Oshi no Ko) | - Gewinner - Teppei Ito (Jujutsu Kaisen S2) - Nominiert - Shingeki Asakawa (Attack On Titan Final Season The Final Chapters Special 1) - Teppei Ito (Chainsaw Man) - Yuichi Terao (Demon Slayer: Swordsmith Village Arc) - Kentaro Waki (Heavenly Delusion) - Teppei Ito (Jujutsu Kaisen S2) - Hisashi Matsumuko & Yuki Kawashita (Vinland Saga S2) |
| Beste Art Direction: | Bestes Charakterdesign: |
| - Gewinner - Koji Eto (Demon Slayer: Swordsmith Village Arc) - Nominiert - Yusuke Takeda (Chainsaw Man) - Koji Eto (Demon Slayer: Swordsmith Village Arc) - e-caesar (Hell’s Paradise) - Tetsuya Usami (Oshi no Ko) - Taketo Gonpei (Zom 100)                                                                            | - Gewinner - Sayako Koiso & Tadashi Hiramatsu (Jujutsu Kaisen S2) - Nominiert - Kazutaka Sugiyama (Chainsaw Man) - Akira Matsushima (Demon Slayer: Swordsmith Village Arc) - Kōji Hisaki (Hell’s Paradise) - Sayaka Koiso & Tadashi Hiramatsu (Jujutsu Kaisen S2) - Kanna Hirayama (Oshi no Ko) - Kōji Tajima (Trigun Stampede)                     |

### Genrebezogene Kategorien
| Beste Action: | Bestes Drama: |
| --- | --- |
| - Gewinner - Jujutsu Kaisen S2 - Nominiert - Attack On Titan Final Season The Final Chapters Special 1 - Bleach: Thousand-Year Blood War – The Separation - Chainsaw Man - Demon Slayer: Swordsmith Village Arc - Jujutsu Kaisen S2 - One Piece               | - Gewinner - Attack On Titan Final Season The Final Chapters Special 1 - Nominiert - Attack On Titan Final Season The Final Chapters Special 1 - Heavenly Delusion - My Happy Marriage - Oshi no Ko - To Your Eternity S2 - Vinland Saga S2 |
| Beste Fantasy: | Beste Comedy: |
| - Gewinner - Demon Slayer: Swordsmith Village Arc - Nominiert - Demon Slayer: Swordsmith Village Arc - Hell’s Paradise - Mashle: Magic and Muscles - Mushoku Tensei S2 Part 1 - Ranking of Kings: The Treasure Chest of Courage - The Ancient Magus’ Bride S2 | - Gewinner - Spy × Family S1 Part 2 - Nominiert - Bocchi the Rock! - Buddy Daddies - Mashle: Magic and Muscles - Spy × Family S1 Part 2 - Urusei Yatsura - Zom 100                                                                          |
| Beste Romance: | Bester Slice-of-Life: |
| - Gewinner - Horimiya: The Missing Pieces - Nominiert - Horimiya: The Missing Pieces - Insomniacs After School - My Happy Marriage - My Love Story with Yamada-kun at Lv999 - Skip and Loafer - Tomo-chan is a Girl!                                          | - Gewinner - Bocchi the Rock! - Nominiert - Bocchi the Rock! - Do It Yourself!! - Horimiya: The Missing Pieces - Insomniacs After School - My Love Story with Yamada-kun at Lv999 - Skip and Loafer                                         |

### Charakterbezogene Kategorien
| Bester Hauptcharakter: | Bester Nebencharakter: |
| --- | --- |
| - Gewinner - Monkey D. Luffy – One Piece - Nominiert - Bocchi (Hitori Gotoh) – Bocchi the Rock! - Denji – Chainsaw Man - Eren Yaeger – Attack on Titan - Mob (Shigeo Kageyama) – Mob Psycho 100 III - Monkey D. Luffy – One Piece - Thorfinn – Vinland Saga                                       | - Gewinner - Satoru Gōjo – Jujutsu Kaisen S2 - Nominiert - Arataka Reigen – Mob Psycho 100 III - Hange Zoe – Attack on Titan - Kana Arima – Oshi no Ko - Power – Chainsaw Man - Satoru Gōjo – Jujutsu Kaisen S2 - Suguru Geto – Jujutsu Kaisen S2 |
| Muss um jeden Preis beschützt werden: | |
| - Gewinner - Anya Forger – Spy × Family S1 Part 2 - Nominiert - Anya Forger – Spy × Family S1 Part 2 - Bocchi (Hitori Gotoh) – Bocchi the Rock! - Bojji – Ranking of Kings - Miri Unasaka – Buddy Daddies - Pochita – Chainsaw Man - Suletta Mercury – Mobile Suit Gundam: The Witch from Mercury | |

### Synchronsprecherliche Leistung
| Bester Synchronsprecher (Japanisch): | Bester Synchronsprecher (Deutsch): |
| --- | --- |
| - Gewinner - Yu’ichi Nakamura als Satoru Gōjo (Jujutsu Kaisen S2) - Nominiert - Atsumi Tanezaki als Anya Forger (Spy × Family S1 Part 2) - Kikunosuke Toya als Denji (Chainsaw Man) - Mayumi Tanaka als Monkey D. Luffy (One Piece) - Yoshino Aoyama als Bocchi (Hitori Gotoh) (Bocchi the Rock!) - Yūki Kaji als Eren Yaeger (Attack on Titan) - Yū’ichi Nakamura als Satoru Gōjo (Jujutsu Kaisen S2)            | - Gewinner - Franziska Trunte als Power (Chainsaw Man) - Nominiert - Emilia Raschewski als Suzume (Suzume) - Franciska Friede als Chise Hatori (The Ancient Magus’ Bride) - Franziska Trunte als Power (Chainsaw Man) - Pascal Breuer als Arataka Reigen (Mob Psycho 10 III) - Patrick Baehr als Gen Asagiri (Dr. Stone) - Patrick Keller als Akira Tendō (Zom 100)                                   |
| Bester Synchronsprecher (Englisch): | Bester Synchronsprecher (Spanisch): |
| - Gewinner - Ryan Colt Levy als Denji (Chainsaw Man) - Nominiert - Abby Trott als Nezuko Kamado (Demon Slayer) - Austin Tindle als Millions Knives (Trigun Stampede) - Johnny Yong Bosch als Ichigo Kurosaki (Bleach) - Lexi Nieto als Tomo Aizawa (Tomo-chan is a Girl!) - Marisa Duran als Sagiri Yamada Asaemon (Hell’s Paradise) - Ryan Colt Levy als Denji (Chainsaw Man)                                    | - Gewinner - Emilio Treviño als Denji (Chainsaw Man) - Nominiert - Armando Corona Ibarrola als Muichiro Tokito (Demon Slayer) - Emilio Treviño als Denji (Chainsaw Man) - Gerardo Ortega als Mash Burnedead (Mashle: Magic and Muscles) - José Gilberto Vilchis als Satoru Gōjo (Jujutsu Kaisen S2) - Manuel Campuzano als Arataka Reigen (Mob Psycho 100 III) - Nycolle González als Suzume (Suzume) |
| Bester Synchronsprecher (Italienisch): | Bester Synchronsprecher (Französisch): |
| - Gewinner - Mosè Singh als Denji (Chainsaw Man) - Nominiert - Alessio De Filippis als Kirito (Sword Art Online) - Benedetta Ponticelli als Makima (Chainsaw Man) - Diego Baldoin als Takenori Akagi (The First Slam Dunk) - Federica Simonelli als Uta (One Piece Film: Red) - Max Di Benedetto als Boxxo (Reborn as a Vending Machine) - Mosè Singh als Denji (Chainsaw Man)                                    | - Gewinner - Martial Le Minoux als Suguru Geto (Jujutsu Kaisen S2) - Nominiert - Levanah Solomon als Suzume (Suzume) - Lilli Caruso als Aqua (KonoSuba: Legend Of Crimson – The Movie) - Martial Le Minoux als Suguru Geto (Jujutsu Kaisen S2) - Martin Faliu als Aqua (Oshi no Ko) - Yoan Sover als Gabimaru (Hell’s Paradise) - Zina Khakhoulia als Power (Chainsaw Man)                            |
| Bester Synchronsprecher (Portugiesisch): | Bester Synchronsprecher (Kastilisch): |
| - Gewinner - Léo Rabelo als Satoru Gōjo (Jujutsu Kaisen S2) - Nominiert - Amanda Brigido als Tomo Aizawa (Tomo-chan is a Girl!) - Erick Bougleux als Kazuma (KonoSuba: Legend Of Crimson – The Movie) - Guilherme Briggs als Brook (One Piece) - Léo Rabelo als Satoru Gōjo (Jujutsu Kaisen S2) - Luisa Viotti als Makima (Chainsaw Man) - Vágner Fagundes als Arataka Reigen (Mob Psycho 100 III)                | - Gewinner - Joel Gómez Jimenez als Denji (Chainsaw Man) - Nominiert - David Brau als Senku Ishigami (Dr. Stone) - David Flores als Dot Barrett (Mashle: Magic and Muscles) - Joel Gómez Jimenez als Denji (Chainsaw Man) - Majo Montesinos Guzmán als Anya Forger (Spy × Family S1 Part 2) - María Luisa Marciel als Power (Chainsaw Man) - Marta Moreno als Uta (One Piece Film: Red)               |
| Bester Synchronsprecher (Arabisch): | |
| - Gewinner - Taleb Alrefai als Senku Ishigami (Dr. Stone) - Nominiert - Basil Alrefai als Vegeta (Dragon Ball Super) - Hiba Snobar als Anya Forger (Spy × Family S1 Part 1) - Mohammad Dal’o als Arataka Reigen (Mob Psycho 100 III) - Ra’fat Bazo als Son Goku (Dragon Ball Super) - Rosie Yaziji als Rimuru Tempest (That Time I Got Reincarnated as a Slime S1) - Taleb Alrefai als Senku Ishigami (Dr. Stone) | |

### Belege
1. 1 2 3 4  Miles Thomas: How Did the #AnimeAwards Nominees Get Picked? Crunchyroll, 11. Januar 2019, abgerufen am 26. Juli 2023 (englisch).
2. ↑  Lynzee Loveridge: Crunchyroll Awards Changes Up Categories for 2023. Anime News Network, 8. Dezember 2022, abgerufen am 6. Dezember 2023 (englisch).
3. ↑  Crunchyroll Anime Awards kehren 2024 nach Japan zurück. In: Crunchyroll. 20. Juni 2023, abgerufen am 26. Juli 2023.
4. ↑  Crunchyroll verkündet die Kategorien und Juroren der Anime Awards 2024. In: Crunchyroll. 5. Dezember 2023, abgerufen am 6. Dezember 2023.
5. 1 2 3  Dein Leitfaden für die Crunchyroll Anime Awards 2024. In: Crunchyroll. 5. Dezember 2023, abgerufen am 6. Dezember 2023.
6. ↑  Paul Grein: Megan Thee Stallion, ‘Drag Race’ Winner Aquaria Set as Presenters at 2024 Anime Awards. In: Billboard. 17. Januar 2024, abgerufen am 18. Januar 2024 (englisch).
7. 1 2 3 4 5 6  Crunchyroll Reveals Musical Performances, More Celebrity Presenters, Official Theme Song for Crunchyroll Anime Awards 2024. In: Anime News Netowrk. 13. Februar 2024, abgerufen am 14. Februar 2024 (englisch).
8. ↑  Dishani Dutta: Crunchyroll Anime Awards 2024: Every celebrity appearing at the ceremony. In: Sportskeeda.com. 2. März 2024, abgerufen am 2. März 2024 (englisch).
9. ↑  クランチロールのアニメ・オブ・ザ・イヤーは「呪術廻戦」！監督賞など複数受賞. In: Natalie.mu. 2. März 2024, abgerufen am 2. März 2024 (japanisch).
10. ↑  Crunchyroll gibt die Jury der Anime Awards 2024 bekannt. Crunchyroll, archiviert vom Original am 8. Dezember 2023; abgerufen am 7. Dezember 2023.
11. ↑  Crunchyroll Anime Awards 2024 Reveals Categories for Upcoming Celebration of Japanese Animation. In: Anime News Network. 5. Dezember 2023, abgerufen am 6. Dezember 2023 (englisch).
12. ↑  Erik Pedersen: Anime Awards Nominees Set; Megan Thee Stallion Among Presenters At Ceremony. In: Deadline.com. 17. Januar 2024, abgerufen am 17. Januar 2024 (englisch).
13. 1 2 3 4 5 6 7 8 9 10 11 12 13 14 15 16 17 18 19 20 21 22 23  Alex Flood: Here are all the winners from the Crunchyroll Anime Awards 2024. In: New Musical Express. 2. März 2024, abgerufen am 3. Februar 2024 (englisch).
14. 1 2 3 4 5 6 7 8 9  Erik Pedersen, Caroline Frost: Anime Awards: ‘Jujitsu Kaisen’ Dominates With Ten Awards; ‘Demon Slayer’ Other Big Winner – Full List. In: Deadline.com. 2. März 2024, abgerufen am 2. März 2024 (englisch).